# Thyreus truncatus
Thyreus truncatus là một loài Hymenoptera trong họ Apidae. Loài này được Pérez mô tả khoa học năm 1883.